# Femdomstolar

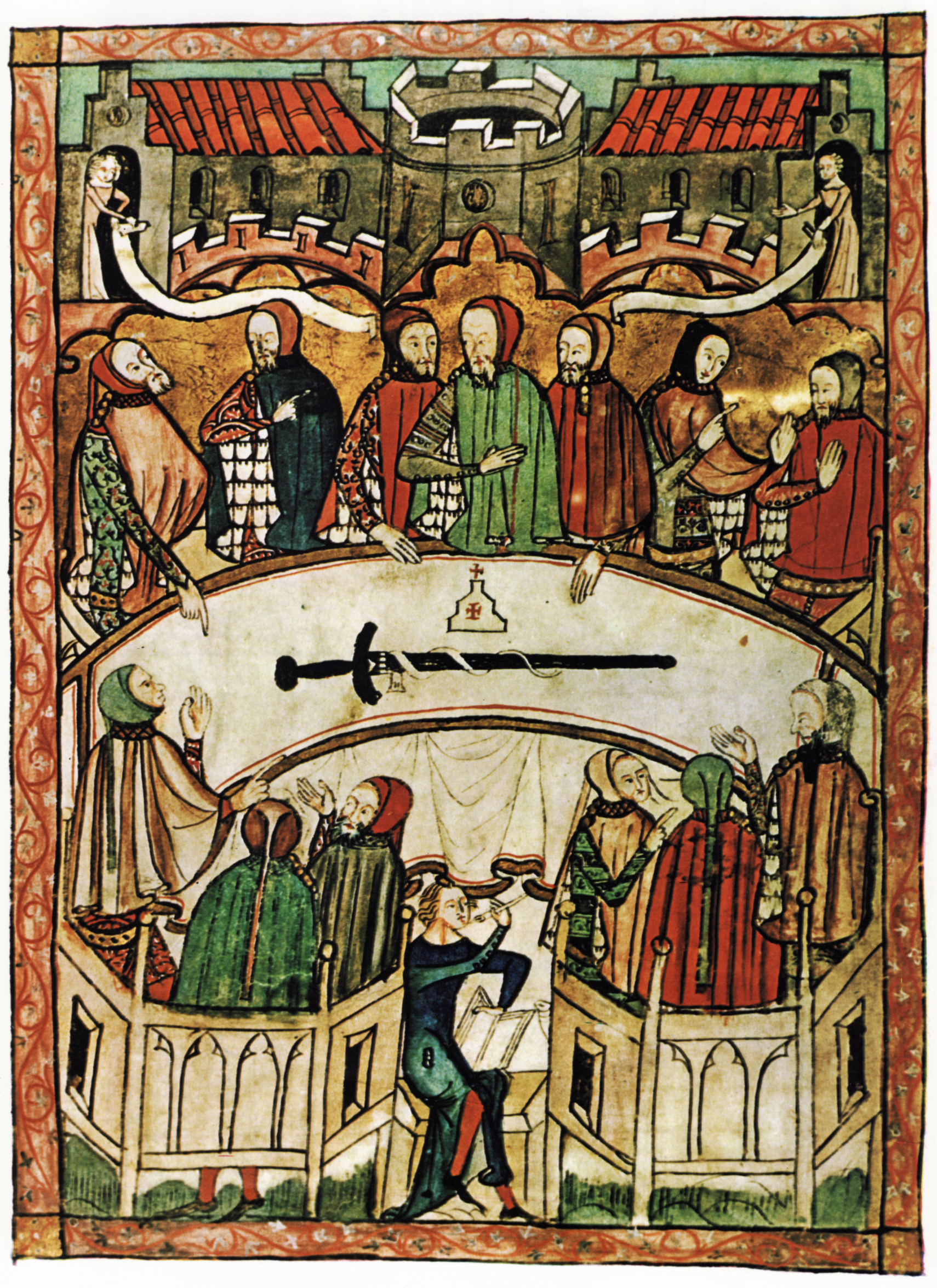
Miniatyr av en femdomstols arbete (1375).

Fēmdomstolar (tyska Femgerichte, Fehmgerichte, Vehmgerichte, av Fem, "straff", "dom") kallades vissa under medeltiden arbetande brottsmålsdomstolar i Tyskland (i synnerhet i Westfalen), vilka ännu efter gau-författningens upplösning bibehöll sig som en kvarleva av det forngermanska rättsväsendet, med en omedelbart av kejsaren åt dem uppdragen domsrätt i livssaker.
Under det tillstånd av allmän upplösning som inträdde i Tyskland efter den stora striden mellan påve- och kejsarmakten och som nådde sin höjd under 1400- och 1500-talet, vann femdomstolarna stor betydelse och upprättades här och där över hela Tyskland. Genom den hemlighetsfullhet med vilken de omgav sig, och genom sin snabba rättsskipning blev de en skräck för mäktiga våldsverkare och för de av dessa hotade och förorättade den sista utvägen att vinna rättvisa. Domstolarnas förnämsta verksamhetsområde förblev den "röda jorden", det vill säga Westfalen, där, till följd av landets och folkets egendomligheter, ingen furstedynasti kunnat uppstå och där således den landsherrliga domsrätten inte kunnat utbilda sig.
Medlemmarna av förbundet kallade sig "fridomare" (ty. Freischöffen) eller de "vetande". Jämte sitt uppdrag att fälla domar, varvid minst sju måste vara närvarande, var de även skyldiga att utföra domstolsbesluten. Vid sessionerna presiderade en "frigreve" (ty. Freigraf). En särskild ställning bland de "vetande" innehade freifonen eller fronboten, vilka skulle uträtta "frigrevens" uppdrag och upprätthålla ordningen vid sessionerna. För att bli upptagen bland de "vetande" var man tvungen att vara en oförvitlig medborgare och av äkta börd. Uppsikten över femdomstolarna fördes av landsherren - i Westfalen av ärkebiskopen av Köln - som "stolherre". Överinseendet tillhörde kejsaren.
Femdomstolarna dömde i synnerhet över trolldom, kätteri, våldtäkt, stöld, rån och mord. Om den anklagade blev fälld följde straffet genast (i regel dödsstraff). Om den anklagade inte infann sig blev han dömd in contumaciam  (verfehmt) och varje "vetande" var förpliktad att döda honom. Under tider av laglöshet var dessa domstolar till nytta. Men då de utbredde sig över hela Tyskland och de "vetandes" antal ökades ofantligt var det omöjligt att hålla borta okvalificerade personer från domstolarna. Därför urartade dessa domstolar och blev verktyg för personligt hat och förföljelse. Före slutet av 1500-talet inträdde en reaktion som bröt femdomstolarnas makt.